# بيوتر نواك
بيوتر نواك (بالبولندية: Piotr Nowak)‏ (5 يوليو 1964 بولندا - ) هو لاعب كرة قدم بولندي، يلعب كلاعب وسط.

## مسيرته

### مسيرته مع المنتخبات الوطنية
- 1990 - 1998 لعب مع منتخب بولندا لكرة القدم 24 مباراة سجل خلالها 3 أهداف.

### مسيرته مع الأندية
- 1983 - 1984 لعب مع GKS Bełchatów [الإنجليزية]‏ 18 مباراة سجل خلالها هدف.
- 1984 - 1985 لعب مع Zawisza Bydgoszcz [الإنجليزية]‏ 39 مباراة سجل خلالها 8 أهداف.
- 1985 - 1986 لعب مع ويدزي لودز 10 مباريات سجل خلالها هدفين.
- 1986 - 1987 لعب مع Motor Lublin [الإنجليزية]‏ 83 مباراة سجل خلالها 18 هدف.
- 1987 - 1990 لعب مع Zawisza Bydgoszcz [الإنجليزية]‏ 83 مباراة سجل خلالها 18 هدف.
- 1990 - 1992 لعب مع نادي بكركوي الرياضي 54 مباراة سجل خلالها 16 هدف.
- 1992 - 1993 لعب مع نادي يانغ بويز 42 مباراة سجل خلالها 4 أهداف.
- 1993 - 1994 لعب مع دينامو دريسدن 23 مباراة سجل خلالها هدفين.
- 1994 - 1995 لعب مع نادي كايزرسلاوترن 93 مباراة سجل خلالها 15 هدف.
- 1994 - 1998 لعب مع ميونخ 1860 93 مباراة سجل خلالها 15 هدف.
- 1995 - 1986 لعب مع ويدزي لودز 10 مباريات سجل خلالها هدفين.
- 1998 - 2002 لعب مع شيكاغو فاير 114 مباراة سجل خلالها 26 هدف.

## وصلات خارجية
بيوتر نواك على موقع الاتحاد الأوربي (الإنجليزية)
- بيوتر نواك على موقع اتحاد تركيا (لاعب) (الإنجليزية)
- بيوتر نواك على موقع الدوري الأمريكي (الإنجليزية)
- بيوتر نواك على موقع قاعدة بيانات كرة القدم.إي يو (الإنجليزية)
- بيوتر نواك على موقع ناشيونال فوتبول تيمز (الإنجليزية)
- بيوتر نواك على موقع عالم كرة القدم.نت (الإنجليزية)
- بيوتر نواك على موقع أوليمبيديا (الإنجليزية)